# Zender
In algemene zin is een zender de uitsturende partij bij informatieoverdracht over een medium en is een instrument dat zorgt voor modulatie van de informatie om het geschikt te maken voor overdracht. In gespreksverkeer spreekt men van zender van een boodschap, bij brief- of digitaal verkeer van afzender van een bericht.

## Techniek

### De radiozender
Een radiozender stuurt radiogolven uit, wat een vorm is van elektromagnetische straling. Een zender stuurt een draaggolf uit, die gemoduleerd wordt om informatie (geluid, beeld, databestand) over te dragen. Simpel gesteld komt het erop neer dat de draaggolf van vorm wordt veranderd en dat de informatie door de ontvanger is te lezen aan de hand van die vervorming.
De draaggolf wordt geproduceerd door een oscillator die een wisselspanning genereert met de frequentie van de draaggolf. Dat is de frequentie waarop wordt uitgezonden. Het vervormen van de draaggolf gebeurt door de modulator zodat de over te dragen informatie 'verpakt' wordt in de draaggolf.
Het zo verkregen signaal wordt via een kabel getransporteerd naar de antenne, die ervoor zorgt dat het radiosignaal zo goed mogelijk wordt uitgezonden.

#### Morsecode
De eenvoudigste modulatievorm is het in- en uitschakelen van de draaggolf. Dit wordt ook wel Continuous Wave (CW) genoemd. Het is mogelijk om zo informatie over te dragen door gebruik te maken van morsecode, waarbij de draaggolf wordt geschakeld in series pulsen van verschillende lengte. Dit wordt van oudsher handmatig gedaan met een licht bedienbaar momentcontact: een seinsleutel. Aan de ontvangerzijde wordt het pulserende signaal van de ontvangen draaggolf ontcijferd. Tegenwoordig gebruiken radioamateurs ook wel een computer om de morsecode te genereren en te ontcijferen.

#### Amplitudemodulatie
Om een geluid over te dragen is een wat geavanceerdere modulatievorm nodig. De eenvoudigste manier om dit te realiseren is amplitudemodulatie (AM), waarbij de amplitude van de draaggolf evenredig varieert met de amplitude van het bronsignaal (bijvoorbeeld het geluid).
Aan ontvangerzijde wordt de variatie in amplitude van de draaggolf omgezet in geluid. Deze modulatievorm heeft als voordeel dat de vereiste techniek simpel is en dat het over grote afstand verstaanbaar is, doordat de variaties in amplitude eenvoudig detecteerbaar zijn. Het nadeel is dat een AM-ontvanger gemakkelijk allerlei storingen oppikt en deze samen met het ontvangen bronsignaal weergeeft. Bovendien is er geen grote bandbreedte haalbaar met AM-overdracht, waardoor deze modulatievorm minder geschikt is voor kwaliteitsmuziek.

#### Enkelzijbandmodulatie
Een variant op AM is enkelzijbandmodulatie (in Engels: single sideband - SSB), waarbij een enkele zijband van de draaggolf wordt gemoduleerd, vaak in combinatie met een onderdrukte draaggolf. Dit kan met de bovenste zijband (upper sideband - USB) of de onderste zijband (lower sideband - LSB) gedaan worden. Het voordeel van deze modulatievorm is dat zij zeer efficiënt omgaat met het beschikbare zendvermogen en daardoor draagt het signaal verder dan een amplitudegemoduleerd signaal. Het nadeel is dat de afstemming nogal nauw luistert en verloopt als zender en/of ontvanger zich verplaatsen en daarmee hun positie ten opzichte van obstakels veranderen. Voor muziek is SSB onbruikbaar. SSB is daarom niet zo geschikt voor voertuigen die zich over land snel verplaatsen. In de scheepvaart wordt SSB veel gebruikt, vanwege de grote reikwijdte van het signaal en omdat er op zee maar weinig obstakels zijn.

#### Frequentiemodulatie
Om een breedbandig bronsignaal met hoge zuiverheid over te dragen is een nog geavanceerdere modulatievorm nodig en dat is frequentiemodulatie (FM). Daarbij wordt de frequentie van de draaggolf gemoduleerd door het bronsignaal. Dat wil zeggen dat de frequentie van de draaggolf evenredig varieert met de amplitude van het bronsignaal, bijvoorbeeld muziek. Aan de ontvangerzijde wordt de variatie in frequentie van de draaggolf weer omgezet in geluid.
Het voordeel van FM is dat er een hogere bandbreedte mee kan worden gehaald, zodat overdracht van bijvoorbeeld HiFi muziek mogelijk is. Het nadeel van FM is dat de draaggolf goed moet worden ontvangen om storingsvrij te kunnen worden gedemoduleerd, waardoor FM minder ver draagt dan AM met hetzelfde zendvermogen.

### Lichtzender
Licht wordt ook veel als overdrachtsmiddel gebruikt. Bijvoorbeeld infrarood licht in communicatie tussen afstandsbediening (zender) en televisie (ontvanger). Hierbij wordt de over te dragen informatie (instructies voor de televisie) vertaald in een serie lichtpulsen, die worden uitgestuurd door een infraroodled. De ontvanger pikt dit signaal op met een fototransistor en vertaalt het terug naar informatie en geeft die instructies door aan de besturingselektronica van de TV. Een soortgelijke communicatievorm, maar dan in twee richtingen, vinden we terug bij de infraroodpoorten van bijvoorbeeld draagbare computers en mobiele telefoons.
Licht wordt ook gebruikt voor de overdracht via een optische vezel, waarvan er heel veel in een glasvezelkabel zitten. Hierbij stuurt de zender uit via een laser of een led, die lichtpulsen uitzendt. In de zender wordt de informatie vertaald naar een serie lichtpulsen, die door de optische vezel reizen.. Aan de andere kant van de optische vezel worden de lichtpulsen door de ontvanger terug vertaald naar de oorspronkelijke informatie. Doorgaans is informatie die aangeboden wordt om via glasvezelkabel te transporteren in digitale vorm, waardoor er weinig omzetting hoeft plaats te vinden. De nullen en enen van een digitaal signaal kunnen rechtstreeks omgezet in lichtpulsen en omgekeerd.

### Ultrasoonzender
Ultrageluid, ook wel ultrasoon geluid, is geluid van een dusdanig hoge frequentie dat het voor mensen onhoorbaar is. Dit is, net als gewoon geluid, ook een middel om informatie over afstand over te dragen. Als er geen obstakels tussen staan is er met ultrageluid een redelijke afstand te overbruggen, afhankelijk van het uitgestuurde vermogen. Hier wordt de informatie verpakt in toonvariaties, zoals vormen van Frequentieverschuivingsmodulatie (Frequency Shift Keying,FSK). Toen infraroodtechniek nog tamelijk duur was, zijn er een tijdje afstandsbedieningen op de markt geweest die werkten met ultrageluid voor de overdracht. Het is echter niet een groot succes geworden.
Een succesvolle toepassing van de ultrasoonzender is het gebied van bewegingsdetectie. Hierbij vindt verder geen informatieoverdracht plaats, maar wordt de te beveiligen ruimte gevuld met ultrageluid. Iedere ruimtelijke verandering, zoals beweging of openen van een deur, resulteert in een verandering het geluid. Dat wordt gedetecteerd door een verschilversterker, die bijvoorbeeld een alarminstallatie inschakelt.

## Taal
Het communicatiemodel volgens Roman Jakobson is een model voor communicatie uit de taalkunde waarin de relaties tussen zender, bericht en ontvanger schematisch worden voorgesteld. Een bericht is een afgeronde hoeveelheid informatie (met een begin en een eind) die van een verzender naar een ontvanger verstuurd wordt. Daarbij kan er een zeker tijdsverloop zijn tussen het opstellen van het bericht door de verzender en het kennisnemen van het bericht door de ontvanger. De uitwisseling van informatie is te zien als een eenvoudige vorm van kennisverwerving.